# František Klouček
 František Klouček (* 22. listopadu 1960 v Pardubicích) je bývalý československý, poté český cyklista - cyklokrosař a dráhař.
Celkem získal v cyklokrosu a v dráhové cyklistice šest titulů mistra republiky. Oblékal dresy AŠ Mladá Boleslav, Dukly Praha a Ben Car Praha. Na konci roku 2006 se stal kustodem ve fotbalovém klubu Bohemians Praha 1905.
Jeho bratr Petr a synové František a Lukáš se také úspěšně věnovali závodní cyklistice.